# Магически създания в „Хари Потър“
Магическите създания включват цветна и неделима част от магьосническия свят в Хари Потър поредицата от Дж. К. Роулинг.
През седемте книги, Хари и приятелите му се спречкват с много създания по време на приключенията си, както и в часовете по Грижа за магическите създания в Хогуортс. Роулинг е написала също и Фантастични животни и къде да ги намерим, ръководство за магически зверове, които се появяват и в сериите. Много от тях са взети от фолклора, предимно от древногръцката митология, но също така и от английския и скандинавския фолклор. Много от легендите за митични същества също са включени в книгите. „Децата...знаят, че не аз съм сътворила еднорозите, но често трябва да им обяснявам, че не аз съм създала хипогрифите“, казва Роулинг в интервю за BBC Радио 4. „Когато използвам създания, за които знам че са митологични същества, обичам да намирам информация за тях. Може да не я използвам, но така се чувствам по-добре.“
Много домашни любимци в поредицата са обикновени животни с магически свойства. Совите, например, доставят пощата. Само същества, които съществуват в магическия свят, са изброени по-долу.

## Магизоология
Магизоология (комбинация от „магия“ и „зоология“) е изучаването на магически създания в поредицата Хари Потър. Човек, който изучава магизоологията се нарича магизоолог. Има магизоолози, които работят в Министерството на магията, най-вече в отдела за Регулиране и контрол на магическите създания. Един от известните магизоолози е Нют Скамандър, който е автор на Фантастични животни и къде да ги намерим, учебник за магически създания, който е популярен в магическия свят.

## Класификация
Отделът за Регуллиране и контрол на магическите създания на Министерството на магията е отговорен за контрола и регулирането на магическите създания. Разделен е на три раздела: Раздел Зверове, Раздел Същества и Раздел Духове. „Същество“ обикновено се определя, според Фантастични животни, като „всяко същество, което разполага с достатъчно интелект да разбере законите на магическата общност и да поеме част от отговорността за оформянето на тези закони.“ Това включва хора, гоблини, старици (тук-вещици) и вампири. Според тази дефиниция, феите, пиксите, гномите и повечето други създания са класифицирани като „зверове“. Кентаврите и русалките са отхвърлени от статуса „същества“ към статус на „зверове“, както и лепреконите. Върколаците и Зоомаговете се отличават, защото обикновено те са в човешка форма. Върколакът се трансформира само при пълнолуние, а Зоомаг е човек, който се е научил да се трансформира в животно, когато поиска. Тяхната класификация е неясна. Много от съществата, като домашните духчета, великаните, банши, самовили, джуджета и Диментори, никога не са били описвани в книгите като хора, или като зверове, затова техният статус също е неясен. Въпросите свързани с духове попадат под егидата на Раздел Духове.

## Списък на магически зверове
Долу е пълният списък на магическите зверове споменати в света на Хари Потър.
Кръвосмучещи страшилища, Банши, Бикорн, Богърт, Базилиск, дракони и Дементори са споменати в поредиците, но не са описани във Фантастични зверове
| - Акромантула - Ашуиндър - Аугурей - Базилиск - Билиуинг - Раконог Огнемет - Богарт - Съчко - Бундимун - Цербер - Кентавър - Химера - Хизпърфъл - Клаберт - Кръп - Шипоносец - Полупотайник - Хайдбихайнд - кръстоска между полупотайник и тавански таласъм - Диментор - Диракол, наричан от мъгълите Додо - Омайница - Дракон - Зеленоопашавец - Червен китайски огнен - Уелски зелен дракон - Унгарски Шипоносец - Норвежки Гърбушко - Перунски Отровензъбец - Тъмнозелен - Огромно чудовище - Украински железокоремен - Шведски късонос | - Блатен копач - Иръмпент - Фея - Огнен рак - Огнен плужек - Пихтиест червей - Флупер - Таласъм - Гном - Гърборог - Грифон - Гриндилоу - Хипогриф - Хорклумп - Имп - Джарвей - Йоберкнол - Капа - Келпи - Нарл - Низъл - Леприкон - Летифолд - Лобалуг - Маклед Малаклоу - Хищен покров или Смъртница (Lethifold) | - Мантикора - Рибни - Русалка - Мираж - Селки - Моук - Мъртлап - Душко - Клиноопашки - Нунду - Оками - Феникс - Пикси - Погребин - Порлок - Пухкавел - Пухкав пигмей - Пълнолун - Куинтап - Ремора - Червеношапковци - Ре'ем - Рънспур - Саламандър - Морска змия - Сниджет - Сфинкс - Трилър | - Тебо - Трол - Планински - Горски - Речен - Еднорог - Вампир - Върколак - Пегас - Абраксан - Аетхонан - Граниан - Тестрол - Йети |

## Видни същества

### Базилиск
В света на Хари Потър базилиск е чудовищно серпентитно създание. По-голям от митичния си „колега“ базилиска в Хари Потър може да достигне до 50 фута и живот до стотици години. Базиликсите са неконтролируеми, освен от змиеустите и първият базилиск се твърди, че е създаден от Черен магьосник и змиеуст наречен Херпо де Фол. Херпо прави това откритие с опит, като се опитва да излюпи яйце под крастава жаба с успех. Мъжкият базилиск има червено перо на главата си. Базилиск убива с мощната си отрова и с очите си, които са смъртоносни за всички, които погледнат в тях директно. За всеки, който погледне в очите му индиректно, като в камера или отражение, базилискът създава дълбоко вкаменяване. Призраци, които погледнат в очите на базилиска директно ще се вкаменят, тъй като не могат да умрат отново. Сълза на феникс е единственият известен лек за лекуване на унищожителния ефект на отровата на базилиска. Паяците винаги бягат от Базилиска, тъй като са смъртни врагове. Базилискът бяга само от кукуригането на петел, което ако се чуе от базилиск е фатално.
В Хари Потър и Стаята на тайните базилискът е чудовището обитаващо Стаята на танйте. Когато ученикът Том Ридъл, по-късно Волдемор, отваря стаята, базилискът убива Стенещата Миртъл и се е скрил в стаята за петдесет години, докато спомена за Ридъл (и душа) отворил стаята вселявайки се в Джини Уизли. По време на събитията в книгата, то е освободено отново от Хоркрукса на Волдемор, и се опитва да убие няколко мътнороди, но поради добър късмет всички негови жертви просто са били вкаменени. Когато Хари разбира за съществуването на стаята и за нейното местонахождение, Ридъл разкрива своята самоличност и заповядва на базилиска да убие Хари, докато силите бавно напускат тялото на Джини. Фоукс помага на Хари като ослепява базилиска и носейки Разпределителната шапка при Хари; Хари изважда меча на Годрик Грифиндор от шапката и с помощта му убива базилиска.
Зъбите на базилиск и неговата отрова, абсорбирана от меча на Грифиндор, се оказва инструмент за унищожаване на повечето хоркрукси на Волдемор. В Стаята на Тайните, Хари Потър използва зъба на базилиска и прободе един от хоркруксите на Волдемор, дневника. В Хари Потър и Даровете на Смъртта, след като дават меча на Грифиндор на Грипхуук, Рон Уизли и Хърмаяни Грейнджър се връщат в стаята и изкарват няколко зъба от устата на умрелия базилиск, като използват един за унищожаването на друг хоркрукс – чашата на Хелга Хафълпаф. Този път стаята е отворена от Рон, който е имитирал Хари говорейки на змийски език. Рон Уизли, Невил Лонгботъм и Албус Дъмбълдор са използвали меча на Грифиндор, натопен в отровата на базилиска, за да унищожат медальона, Наджини, и пръстена.

### Богърт
Богърт е шейп-шифтър, който приема форма на най-големите страхове на жертвите си. Обича да се крие на тъмни, затворени места, като например килери и шкафове. Тъй като богърът променя формата и вида си, малцина знаят как наистина изглежда в непроменен вид. Лудоокия Муди обаче е един от тези „малцина“. В Хари Потър и Ордена на Феникса, Муди определя, с вълшебното си око, че има богърт в бюрото в гостната. В Хари Потър и Затворника от Азкабан, Ремус Лупин преподава на учениците си по Защита срещу черните изкуства когато се изправят срещу богърт да бъдат на групи, за да могат да объркат богъра и той да не знае в какво да се превърне. Заклинанието „Ридикулус“ се използва за борба с богърти, като външният вид се променя в нещо смешно, което отслабва съществата.
Герои и техните страхове:
- Хари Потър – Диментор. Нещото, което Хари се страхува най-много е Диментор.
- Рон Уизли – паяка Арагог. Има страх от паяци, поради шега на братята му, когато е бил малък.
- Хърмаяни Грейнджър – Професор МакГонагол, която ѝ съобщава, че не си е издържала изпитите. Има страх от провал.
- Невил Лонгботъм – Професор Снейп. Страхува се от професор Снейп.
- Ремус Лупин – Пълнолуние. Върколаците имат наследствен страх от луната.
- Моли Уизли – умрелите тела на любимите ѝ хора.
- Лорд Волдемор – страхува се от своя труп, както и от Смъртта.
- Албус Дъмбълдор – трупа на сестра си— Ариана.

### Кентаври
Кентаврите в света на Хари Потър са диви същества, които твърдят, че притежават интелект по-голям от този на хората. Техните глави и торсове приличат на тези на хората, но имат четири крака, по-ниски тела и конска опашка. Кентавър, който реши да контактува с хора, като Фирензи, който се съгласява да преподава Гадаене в Хогуортс, могат да бъдат наречени предатели и могат да бъдат нападнати от други кентаври. Отдела за Регулиране и контрол на магическите създания на Министерството на магията има офис за кентаври, но нито един кентавър не го е ползвал. Кентаврите са добри в лекуването и астрологията. Живеят в горите и обществото им се състои от групи наречени стада. Показване на неуважение към кентавър може да има сериозни последици, като Долорес Ъмбридж.

### Диментори
Дименторите са бездушни същества, смятани за едни от най-глупавите същества на Земята. Те са душосмучещи демони и хората, които се срещат с тях често губят ума си. Те са пазачи на магьосническия затвор Азкабан до завръщането на Лорд Волдемор.
В книгите, дименторите са описани като цяло с човешка фигура, приблизително 3 метра височина, но закачулени в черна мантия, изпод която се подават големи изгнили ръце. Тези същества нямат очи, а една голяма дупка на мястото на устата. Според автора те растат на тъмни, тъмни места, създавайки гъста, хладна мъгла. Имат няколко магьоснически черти като отключване на заключена врата и способност да се „плъзгат“. Освен техните способности на плъзгане и призрачен външен вид, дименторите притежават физическо тяло. Интелигентността на дименторите също е спорна, но се предполага, че са съзнателни (знаят какво правят), тъй като са водели бунтове и знаят как да използват способностите си.
Дименторите ловят плячката си с помощта на емоциите, тъй като са слепи. Те се хранят с положителните емоции, щастието и добрите спомени на човека, карайки ги да изживеят най-лошите си спомени отново. Самото присъствие на диментор прави обстановката студена и тъжна, като с увеличаване на дименторите се увеличават студа и тъгата.
Освен че се хранят с позитивни емоции, дименторите могат да изпълняват и Целувката на диментора, където диментор допира устата си срещу устните на жертвата и изсмуква душата на човека. След такава целувка от смъртоносни същества, жертвата е останала като празна черупка, неспособна да мисли и да се възстановява. Вярва се, че същестуването след целувка от диментор е по-лошо от смърт.
Понеже дименторите са безсмъртни, има много малко методи, с които се отблъсква диментор; един от начините да се предпазиш от диментор е да използваш Патронус магията и да направиш Патрон, за да ги отблъсне. Белият шоколад е ефективен след борба с диментор; също и млечният. Този с бисквитки орео обаче не е ефективен. За мъгълите дименторите са невидими, но им влияят по същия начин
ПАТРОНИ НА НЯКОИ ОТ ГЕРОИТЕ (за които е известно);
- Хари Потър; Джеимс Потър (Рог) – елен
- Хърмаяни Грейнджър – видра
- Роналд Уизли – териер
- Луна Лъвгуд-заек
- Албус Дъмбълдор – най-вероятно феникс
- Артър Уизли – невестулка
- Абърфорт Дъмбълдор – коза
- Нимфадора Тонкс – вълк
- Tом Риддъл (Волдемор) – най-вероятно е змия
- Долорес Ъмбридж; Минерва Маккгонъгъл – котка (с тази разлика че на Макгонъгъл е с очила)
- Сивиръс Снейп; Лили Евънс (Потър) – кошута
- Кингзли – рис

### Призраци
Призраците играят важна второстепенна роля, най-вече като консултанти. За разлика от призраците в традиционните истории за духове, тези са нито плашещи, нито жестоки и много духове се явяват като консултанти на главните герои, когато имат нужда. Призраците в поредицата изглеждат сребристи и прозрачни. Те могат да летят и да минават през стени, маси и други предмети, но въпреки това имат и някои способности, които физически влияят на някои предмети. Стенещата Миртъл, например, плиска вода от тоалетната си. Масите за храна на призраците са отрупани с развалена храна, тъй като разлагането увеличава способността им почти да помиришат и усетят храната на вкус. Пипането или минаването през призрак предизвиква усещане все едно сте „минали през студен душ“. Призраците могат да бъдат засегнати от магии и проклятия, макар и не до такава степен както при живите същества.
В света на Хари Потър, само магьосниците могат да станат призраци. Както Почти безглавия Ник обяснява на Хари, „Магьосниците могат да оставят отпечатък от себе си на земята, да ходят там, където някога те са стъпвали ... Аз се плашех от смъртта. Избрах да остана между двата свята. Понякога се чудя дали не трябваше да го правя ... Е, това съществуване е нито тук, нито там ... Всъщност, аз съм нито тук, нито там...“ Освен избирайки техните след-животи, много призраци стават доста нещастни; оплакват се от това, че почти не могат да ядат, и много от тях са описвани като мрачни.
Призраците са много чувствителни за тяхното състояние. Когато Министерството ги класифицира като „същества“, те твърдят, че са по-скоро „същестували“. Затова отдела на Министерството за Регулация и контрол на магическите създания ги разделя в друга подгрупа – Раздел Духове. Разделението за Духове на Министерството очевидно контролира действията и местонахождението на „проблемните“ духове. Миртал е била принудена да се върне и да обитава мястото, на което е умряла (Хогуортс), след като е прекъснала сватбата на брата на Олайв Хорнби, момиче, което я е тормозило в училище.
Имената на някои от героите-духове:
- Почтибезглавият Ник
- Кървавият барон
- Дебелият монах
- Професор Бинс
- Стенещата Миртъл
- Сивата дама (Хелена Рейвънклоу)
- Сър Патрик Дилейни-Подмор – предводител на Бандата на отрязаните глави

Пийвс, в Хогуортс, е полтъргайст и не се смята за прзирак, а „дух на хауса“ според Роулинг.

### Великани
Великаните в света на Хари Потър могат да бъдат кръстоска с хората – Рубиъс Харгрид и Олимпия Максим са полувеликани. Отношенията между великани и магьосници обаче са токсични: магьосниците ненавидждат великаните и са създали активна кампания за лов на великани. Последните великани в Британия са били убити от Министерството, въпреки че Дъмбълдор е спорил срещу това с тях, но повечето смърт е била поради териториални претенции, след като магьосниците ги карат да живеят заедно в затворени и далечни места. Последните няколко великана останали в света (общият им брой е между 70 и 80) са събрани заедно в изолиран регион на изток от Беларус. Великаните са високи от ок. 6 до 7.5. Тяхното общество е „управлявано“ от шеф наречен Гръг, който прекарва повечето от свободно си време хранейки се с храната, която носят подчинените му.
Волдемор е заел великани, за да му помагат в битките, след като ги убеждава, че ще имат по-добър живот. Хагрид разкрива пред Орена на Феникса, че той и Мадам Максим са ходили на мисия да питат великаните дали могат да се включат в битката на тяхна страна; нещата се развивали добре докато Каркус Гърг е бил убит от друг великан, така Хагрид и Максим са били принудени да се представят пред Голгомат – новият Гърг, който не ги харесал. Няколко смъртожадни също са изпратени от Волдмор на мисия да привлекат великаните на своя страна. Великаните участвали в битката за Хогуортс, като повечето са се били на страната на Волдемор.

### Таласъми
Таласъмите са вълшебни създания определени като „същества“, които работят с метал и също така ръководят банка Гринготс. Таласъмите са описвани с дълги, тънки пръсти и крака, черни очи и куполовидни глави, които са доста по-големи от тези на хората. Ядат сурово месо, корени и гъби. Говорят на език, познат като гоблински. Те имат различно разбиране за притежанието от магьосниците: те смятат, че истинският притежател на предмета е винаги техният създател, а не този, който го е купил, на когото те просто заемат този предмет до тяхната смърт. Магьосническият закон забранява таласъм да притежава магическа пръчка. Таласъмите са способни да използват таласъмкса магия, която (като магия на елф) е независима от Магьосническата.
Взаимоотношенията между таласъми и магьосници са били опънати за векове, заради неразбирането от двете страни. Заедно с домашните духчета, таласъмите изглежда имат позиции като второстепенни жители в Магьосническия свят. Професор Флитуик има далечен таласъмски произход, което се отразява на размерите му.

### Домашни духчета
Домашните духчета са хуманоиди, които са използвани от магьосниците като роби. Те са около 60 – 70 см. високи с дълги, тънки ръце и крака и огромни (като човешките) глави и очи. Имат прилепоподобни уши и високи, пискливи гласове. Имената им обикновено са умалителни и нямат фамилни имена. Обикновено говорят в трето лице и имат различен начин на говорене. Домашните духчета са обикновено послушни, гъвкави и работни. Вместо традиционните дрехи домашните духчета носят изхвърлени дрехи като калъфки за възглавници и кърпи. Господарите на домашните духчета могат да ги освободят като им дадат някаква дреха. Домашните духчета могат да бъдат опиянени като пият т.нар. маслена бира.

### Тестроли
Тестролът е призрачен крилат кон. Придобили са незаслужена репутация като поличба на злото. Те са видими само за хората, които са виждали смъртта (т.е. как някой умира); описани са като „бели, блестящи очи“, „лице, подобно на дракон“, „дълги, черни гриви“, „големи крила“ и "скелетно тяло на голям, черен, крилат кон). Долорес Джейн Ъмбридж твърди, че тестролите се считат за „опасни същества“ от Министерството на Магията, въпреки че това могат да бъдат само предразсъдъци.
Тестролите имат зъби и притежават добре развито чувство за миризма, което ги отвежда към мършата и прясната кръв. Способни са да летят много бързо и продължително, обикновено прекарват повечето си време на земята. Тестролите могат да се използват да износват товар.

### Еднорози
Красив магически кон с един рог на главата си. Кентавърът Фирензи обесява на Хари, че да убиеш еднорог е чудовищно; само някой, който няма нищо за губене ще се опита да го направи. Волдемор пи от кръвта на еднорог, за да остане жив, докато обитаваше професор Куиръл. Младите еднорози изглеждат много различно от възрастната версия: тяхната козина е златна на цвят (на възрастните е бяла), те нямат още рог. Рогът на еднорога има силни магически свойства.

### Върколак
Върколакът е същество, което съществува само за кратък период – по време на пълнолуние, а през останалото време върколакът е като обикновен човек. Човек става върколак, след като е бил ухапан от друг върколак във вълчата си форма. След като това се случи, човекът трябва да се научи да се контролира. Отварата от самакитка, контролира някои ефекти от състоянието; като позволява на болния да остане в човешка форма, което предпазва околните. Отварата е ужасна на вкус и много малко магьосници могат да я приготвят. Нищо не е открито, което може да излекува върколак напълно. Повечето върколаци живеят извън нормалното общество и крадат храна, за да оцелеят.
Само три върколака са познати в Хари Потър: Лупин, Фенрир Грейбек, а името на другия не се знае.

## Герои
По-долу е даден списък на магическите създания, които са се срещали Хари или имат някаква значителна роля в поредицата.

### Крукшанкс
Крукшанкс е името на котката на Хърмаяни Грейнджър. Описан е със „смачкано лице“, една истинска котка, която Роулинг видяла и се вдъхновила. Хърмаяни купува Крукшанкс от магазин на Диагон-али от съчувствие, тъй като никой не го иска, заради поведението и смачканото му лице.

### Доби
Доби е домашно духче, което се появява в къщата на сем. Дърсли на Привит Драйв и се опитва да разубеди Хари да се върне в Хогуортс. След като по-късно Хари дава на Доби чорап, Доби става свободно домашно духче и постъпва на работа в Хогуортс.
Доби с появява последно в Даровете на Смъртта, когато Абърфорт Дъмбълдор изпраща Доби, за да спаси Хари, Рон и Хърмаяни от мазето в къщата на Малфой. Доби помага на Хари и Рон да избягат от затвора и взима Луна Лъвгуд, Дийн Томас и г-н Оливандър, след това помага и на Хари, Рон да освободят Хърмаяни и Грипкук от мъченията, които им причинява Белатрикс Лестрендж. Докато изпълнява задачата си, Белатрикс хвърля сребърен кинжал по Хари, но вместо това кинжалът уцелва Доби и той умира преди да може да бъде излекуван. Хари изкопава гроб за Доби без да използва магия и пише на надгробния камък: „Тук лежи Доби – свободно домашно духче“. Последните думи на Доби до Хари са: „Хари Потър“, също като първите му, когато за пръв път се запознават на Привит Драйв в Хари Потър и Стаята на Тайните.
Името на Доби е получено от създание от английския фолклор. Това създание изпълнява домакинска работа и е мило към децата, както и героят в поредицата.

### Фоукс
Фоукс е фениксът на Албус Дъмбълдор. Пръчките и на Хари и на Волдемор съдържат перо на феникс.
В Стаята на Тайните Фоукс се притича на помощ на Хари като ослепява базилиска на Салазар Слидерин. Така той премахва способността на базилиска да убива с поглед. Хари по-късно е ранен от зъба на базилиска и едва не умира от отровата му, но Фоукс лекува раната със сълзите си, тъй като сълзите на феникса имат лечителна способност. Фоукс също може да телепортира себе си и някой друг в изблик на пламъци. След смъртта на Албус Дъмбълдор в Нечистокръвният принц се чува как Фоукс ридае. Когато риденето свършва Хари разбира, че Фоукс е напуснал Хогуортс завинаги.

### Фирензи
Професор Фирензи или просто Фирензи е герой от поредицата Хари Потър. В първата част Хари Потър и Философският камък той спасява живота на Хари Потър в Забранената гора. В петата част от поредицата е назначен за учител по Пророкуване на мястото на изгонената от Долорес Ъмбридж Сибила Трелони. В края на същата част обаче Професор Трелони е назначена отново и двамата с Фирензи трябва да си поделят мястото на учител по Пророкуване. Фирензи е първият кентавър, който преподава в Хогуортс. Той участва активно и в отбраната на Хогуортс от Волдемор в края на седмата част от поредицата.

### Грипкук
Грипкук е таласъм и работник в банката на магьосниците Гринготс до Втората магьосническа война. В Философският камък той даде на Хагрид ключа за трезора на Хари, също така прие и писмото от Дъмбълдор относно преместването на Философския камък. Не се е появявал до Даровете на Смъртта, където е заловен като пленник, също като Хари, Рон и Хърмаяни. Докато Хърмаяни лежи на пода, изтощена от мъките, които и е причинила Белатрикс Лестрендж, Белатрикс кара Грипкук да ѝ каже дали мечът на Грифиндор е истински или не. Въпреки че той знае, че това е истинският меч, той лъже Белатрикс и казва, че това е фалшификат. Грипкук е спасен заедно с Хари, Рон и Хърмаяни от Доби в „Черупката“. Тъй като Хари трябва да взема хоркрукса от трезора на Белатрикс, той моли Грипкук да му съдейства, за да влезе в Гринготс. Той се съгласява, но в зямана иска меча на Грифиндор. Грипкук и триото влизат в банката успешно, но при бягането от банката, Грипкук ги предава на другите таласъми и бяга с меча. В края на книгата, обаче мечът се появява отново, когато Невил Лонгботъм го изкарва от Разпределителната шапка и пробожда змията Наджини.
Уорик Дейвис изиграва ролята на Грипкук в Даровете на Смъртта.

### Хедуиг
Хедуиг е совата на Хари Потър. Хедуиг е бяла сова, която според Роулинг е най-красивата от всички други сови. В историята, Хедуиг е подаръка от Хагрид за рождения ден на Хари закупена от Диагон-али. Името Хедуиг е случайно име, което Хари намира в учебника си по „История на магията“. Хедуиг се използва за изпращане и получаване на поща в сериите.
В петата книга Ордена на Феникса Хедуиг е заловена от Долорес Ъмбридж и наранена, но след това излекувана от професор Гръбли-Планк. Още в началото на Даровете на Смъртта Хедуиг е убита по време на бягството на Хари от Привит Драйв от Смъртоностното проклятие (Авада Кедавра). Според Роулинг Хедуиг представлява невинността на Хари.
Въпреки че Хедуиг е женска, совата, която играе Хедуиг е мъжка.

### Крийчър
Крийчър е домашно духче, което служи в къщата на Блек от десетилетия, за първи път се появява в Ордена на Феникса. Крийчър, от своя страна, иска да служи на чистокръвни магьосници като Белатрикс и сем. Малфой. Поради факта, че знае прекалено много за Ордена на Феникса не му е позволено да напуска Гримолд. Освен това, заради годините, в които е бил сам вкъщата заедно с компанията крещящият портрет на г-жа Блек, има някои психични отклонения, заради които говори това, което мисли и това, което чувства на глас и е напълно наясно с това. В последната книга от поредицата, обаче той се държи добре с Хари, Рон и Хърмаяни, защото те започват да се държат добре с него. По време на Битката за Хогуартс Крийчър води всички домашни духчета в битката и помага на Хари.
Името му означава същество от англ. – creature.

### Наджини
Наджини е змията на Волдемор, появила се за първи път в Огнения бокал и е описана като дълга зелена змия. Това е санскритска дума, която означава „тя-змия“ или само „змия“. Волдемор може да комуникира с Наджини благодарение на способността си да говори на змийски език. По време на четвърта година на Хари в Хогуортс, временното тяло на Волдемор се поддържа от млякото на Наджини събирано от Петър Петигрю. Наджини е убита от Невил Лонгботъм с меча на Грифиндор в последната част от поредицата Хари Потър, защото именно тя е шестият и последен хоркрукс на Волдемор. Преди битката за Хогуортс той я носи навсякъде със себе си, за да
я предпази.

### Пийвс
Пийвс е полтъргайст, който обитава Хогуортс. По външен вид е малък мъж с палаво лице, широка уста облечен в цветни дрехи. Изпитва радост при бедствия и пакости, обикновено причинява смущения в училище, отколкото да бъде опасен и зъл. < br/>
Пийвс слуша единствено няколко души: Дъмбълдор, Кървавия барон (от когото се страхува), Почтибезглавия Ник и от братята Фред и Джордж Уизли. Аргус Филч, който обикновено почиства бъркотията, която е направил Пийвс, е негов враг и прави всичко възможно Пийвс да бъде изхвърлен от училището; въпреки че Роулинг казва в интервю, че дори и Дъмбълдор не е в състояние да отърве завинаги Хогуортс от Пийвс.

### Уинки
Уинки е домашно духче, което от начало служи на сем. Крауч. Описвана е с големи кафяви очи и нос приличащ на домат. Тя се приема за предано домашно духче, посветено в опазването на семейните тайни. Когато Барти Крауч – Младши е спасен от Азкабан от майка си, той е наблюдаван и излекуван от Уинки. В Огнения бокал тя убеждава Барти Крауч – Старши да позволи на сина си да присъства на Световното по куидич; тя придружава младия Крауч, който се крие под мантия Невидимка, и твърди, че празното място до нея е запазено за Барти Крауч – Старши. Крауч Младши краде пръчката на Хари от джоба му и я използва, за да призове Черния знак, въпреки опитите на Уинки да го спре. След като освобождават Уинки, тя постъпва на работа в Хогуортс заедно с Доби. По-късно участва в Битката за Хогуортс с другите домашни духчета.